# Francesco Barone
Francesco Barone, född 21 september 1923 i Turin, död 27 december 2001 i Viareggio, var en italiensk filosof.
Barone intresserade sig speciellt för Nicolai Hartmanns filosofi, men även för epistemologi och vetenskapsfilosofi. Som publicist behandlade han också olika etiska och politiska frågor utifrån en liberal utgångspunkt. Barone skrev den första italienska monografin om nypositivismen, men han skrev också böcker om den moderna astronomins födelse.

## Verk (urval)
- L'ontologia di Nicolai Hartmann, 1948
- Il neopositivismo logico, 1953 (senare upplagor 1977, 1986)
- Teoria ed osservazione nella metodologia scientifica, 1990
- Verso un nuovo rapporto tra scienza e filosofia, 1994